# EIRA-studien
EIRA-studien är en så kallad fall-kontrollstudie av patienter i åldrarna 18-70 år i södra och mellersta Sverige som nyligen insjuknat i reumatoid artrit.
EIRA-studiens syfte är att undersöka orsaker till reumatoid artrit. Den är en av de största i världen i sitt slag där både miljö och genetik studeras.
Varje fall jämförs med en slumpvist vald person i samma ålder och av samma kön. Studien samlar dels information om levnadsvanor, sjukdomshistorik, yrkeshistorik, läkemedel och psykosocial miljö genom ett frågeformulär. Dels insamlas blodprov för genetiska analyser. På så vis ges möjligheten till att förklara samverkan mellan arv och miljö för sjukdomsuppkomsten.
Datainsamlingen startade 1996 och fortgår. I dagsläget finns ca 3 000 fall och 4 500 kontroller i databasen, med en svarsfrekvens på 96 respektive 82 procent för fall och kontroller.
EIRA-studien är ett samarbetsprojekt mellan ett 20-tal reumatologkliniker i södra och mellersta Sverige och Karolinska Institutet (Institutet för miljömedicin samt Enheten för reumatologi, Institutionen för medicin, Karolinska universitetssjukhuset). EIRA är också en del av ett större internationellt nätverk med studier kring miljö och genetik med avseende på artrit. Studien utgör en del av ett omfattande EU projekt, som kommer att pågår under perioden 2006-2011, där särskilt grupper från England (Manchester) och Holland (Leiden) är aktiva samarbetspartners. Det finns även ett samarbete med Broad and Whitehead Institutes for Genetics (Harvard Medical School och Massachusetts Institute of Technology, MIT) i USA angående de genetiska analyser som behövs för att värdera omgivningsfaktorernas betydelse för olika grupper av individer.